# Radar Doppler

efecte Doppler

El radar Doppler és un radar especialitzat que fa ús de l'efecte Doppler per produir dades de velocitat sobre objectes a una distància. Ho fa radiant un senyal microones cap a l'objecte desitjat i escoltant la seva reflexió, i després analitzant com la freqüència del senyal de tornada ha estat alterada pel moviment de l'objecte. Aquesta variació dona una mesura altament acurada del component radial de la velocitat de l'objecte amb relació al radar. Els radars Doppler es fan servir en aviació satèl·lits de sondeig, meteorologia, radar de policia (radar gun), radiologia, i radar bistàtic (míssils terra- aire).
Els radars meteorològics més moderns fan servir les tècniques del radar d'impulsió Doppler (pulse-doppler radar) per examinar el moviment de la precipitació meteorològica, però només és una part del processament de les seves dades.

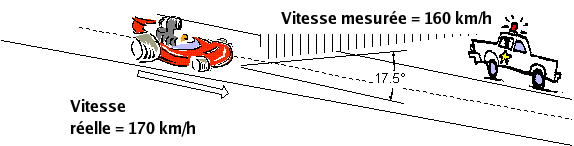
El senyal emès cap al cotxe és reflectit cap enrere amb una variació de freqüència que depèn de la velocitat de o cap al radar (160 km/h). Aquesta és només un component de la velocitat real (170 km/h).

## Variació de freqüència
La fórmula exacta pel radar Doppler és la mateixa que la reflexió de la llum per un mirall mòbil. No cal invocar la teoria d'Einstein "de la relativitat restringida, perquè totes les observacions es fan en el mateix marc de referència. El resultat exacte canvia amb la velocitat de la llum i la velocitat de l'objecte donada la freqüència desplaçada ({\displaystyle F_{r}}) com a funció de la freüència original ({\displaystyle F_{t}}) :
{\displaystyle F_{r}=F_{t}({\frac {1+v/c}{1-v/c}})}

## Història
El radar FM es va desenvolupar molt durant la Segona Guerra Mundial i més tard, quan ja es disposava dels radars magnetrònics i de microones, el radar FM va quedar en desús.
El processador Doppler només pot processar velocitats de ±1/2 que la PRF del radar. Això no és cap problema en els radars meteorològics